# Robert Hampe

Robert Hampe

Robert Hampe (* 6. Mai 1879 in Badresch; † 25. Oktober 1940 in Berlin) war ein deutscher Politiker (DNVP).

## Leben und Wirken
Nach dem Besuch des Gymnasiums in Stettin und im mecklenburgischen Friedland gehörte Hampe dem Kaiser-Alexander-Garde-Grenadier-Regiment Nr. 1 an. Danach studierte er Rechtswissenschaft in Berlin, Heidelberg und Kiel. In Berlin schloss er sich dem Corps Marchia und in Heidelberg dem Corps Suevia an. Er legte beide Staatsexamina ab und praktizierte anschließend als Rechtsanwalt und Notar, so für die Woermann-Linie, für die Landwirtschaft und für die Zuckerindustrie.
Nach dem Krieg trat Hampe in die Deutschnationale Volkspartei (DNVP) ein. In den 1920er Jahren fungierte er als Syndikus für gewerbliche Verbände in Berlin-Wilmersdorf, so für den des Vereins Berliner Hotelbesitzer. Bei der Reichstagswahl vom Mai 1928 zog er in den vierten Reichstag der Weimarer Republik ein, in dem er bis zum September 1930 den Wahlkreis 2 (Berlin) vertrat. Außerdem war er Stadtverordneter in Berlin.